# Куньи (подсемейство)
Собственно куньи (лат. Mustelinae) — подсемейство куньих (Mustelidae), в которое входит два рода: ласки и хорьки (Mustela) и Neogale (некоторые североамериканские куньи). Итого к подсемейству относится около 20 современных видов.
В некоторых более ранних классификациях к собственно куньим причисляли росомах, куниц и других куньих, не относящихся к выдровым (Lutrinae). В таком составе подсемейство оказывается полифилетическим.

## Общие сведения
Представители этого подсемейства — небольшие хищники с бурой или чёрной шерстью. У некоторых видов на шерсти имеются полоски или иные узоры. Собственно куньи распространены почти по всему свету и отсутствуют только в Антарктиде, Австралии и Океании, а также на Мадагаскаре и других отдалённых островах; в Африке обитают только в некоторых северных регионах. Они населяют множество различных сред обитания и живут как на деревьях, так и на земле.

## Роды и виды
| Иллюстрация        | Род                                     | Современные и недавно вымершие виды |
| ------------------ | --------------------------------------- | --- |
| Ласка              | Ласки и хорьки (Mustela Linnaeus, 1758) | - Mustela aistoodonnivalis - Солонгой (Mustela altaica) - Горностай (Mustela erminea) - Степной хорёк (Mustela eversmanii) - Фретка (Mustela furo) — одомашнена - Mustela haidarum - Итатси (Mustela itatsi) - Желтобрюхая ласка (Mustela kathiah) - Европейская норка (Mustela lutreola) - Яванский колонок (Mustela lutreolina) - Американский хорёк (Mustela nigripes) - Ласка (Mustela nivalis) - Малайская ласка (Mustela nudipes) - Лесной хорёк (Mustela putorius) - Mustela richardsonii - Колонок (Mustela sibirica) - Белополосая ласка (Mustela strigidorsa) |
| Американская норка | Neogale Gray, 1865                      | - Амазонская ласка (Neogale africana) - Колумбийская ласка (Neogale felipei) - Длиннохвостая ласка (Neogale frenata) - † Морская норка (Neogale macrodon) - Американская норка (Neogale vison) |